# هال ویلیامز
هال ویلیامز (انگلیسی: Hal Williams؛ زادهٔ ۱۴ دسامبر ۱۹۳۸) یک بازیگر اهل ایالات متحده آمریکا است.
از فیلم‌ها یا برنامه‌های تلویزیونی که وی در آن نقش داشته‌است می‌توان به خانواده والتون، بنجامین شخصی، تازه‌وارد، پرواز، حدس بزنید چه کسی و هربی دوباره می‌تازد اشاره کرد.